# مصايد الأسماك البرية
مصايد الأسماك هي منطقة ترتبط بتواجد الأسماك أو حيوانات مائية يتم اصطيادها لقيمتها التجارية. يمكن أن تكون المصايد بحرية في (ماء البحر) أو في الماء العذب. وقد تكون أيضًا طبيعية أو مستزرعة. تمثل هذه المقالة نظرة عامة على المواطن التي تتواجد فيها المصايد الطبيعية في العالم وتأثير البشر على تلك المواطن.
وتسمى المصايد الطبيعية في بعض الأحيان بالصيد السمكي الآسر. ولا يتم التحكم في الحياة المائية فيها بشكل جائر ويجب «آسرها» أو صيدها. وتتواجد المصايد الطبيعية بشكل رئيسي في المحيطات وخاصة قبالة السواحل والمنحدرات القارية. كما تتواجد أيضًا في البحيرات والأنهار. ومن القضايا التي تواجه المصايد الطبيعية الإفراط في صيد الأسماك والتلوث. وقد تم تدمير مصايد طبيعية مهمة أو أصبحت عرضة لخطر التدمير كنتيجة للصيد الجائر والتلوث. وبشكل عام، فإن الإنتاج من المصايد الطبيعية العالمية قد أصبح متعادلاً وربما يكون قد بدأ في التراجع.
مقارنة بالمصايد الطبيعية، يمكن إنشاء مصايد الأسماك المستزرعة يمكن تشغيلها في المياه الساحلية المحمية في الأنهار والبحيرات والبرك أو في الأجسام المائية المغلقة مثل الخزانات. وتتميز مصايد الأسماك المستزرعة بطبيعتها التكنولوجية وتتمحور حول التطورات في الزراعة المائية. إن مصايد الأسماك المستزرعة آخذة في الانتشار، وبدأت الزراعة المائية الصينية في تحقيق العديد من التطورات. ومع ذلك، فإن غالبية الأسماك التي يستهلكها الإنسان مازالت تأتي من المصايد الطبيعية. وبدءًا من أوائل القرن الواحد والعشرين، تعد الأسماك مصدر الغذاء الأهم للبشر المأخوذ مباشرة من الطبيعة.

## الإنتاج البحري والأجسام المائية الداخلية
وفقًا لمنظمة الأغذية والزراعة (فاو)، فإن الحصاد العالمي قد تكون بواسطة مصايد الأسماك التجارية في عام 2010 من 88.6 مليون طن من الحيوانات المائية التي تم اصطيادها من المصايد الطبيعية، بالإضافة إلى 0.9 مليون طن أخرى من النباتات المائية وهي (الأعشاب البحرية وغيرها). ويمكن أن تتم مقارنة هذه الأرقام بكمية 59.9 مليون طن التي تم إنتاجها في مزارع الأسماك، بالإضافة إلى 19.0 مليون طن أخرى من النباتات المائية التي تمت زراعتها بواسطة الزراعة المائية.

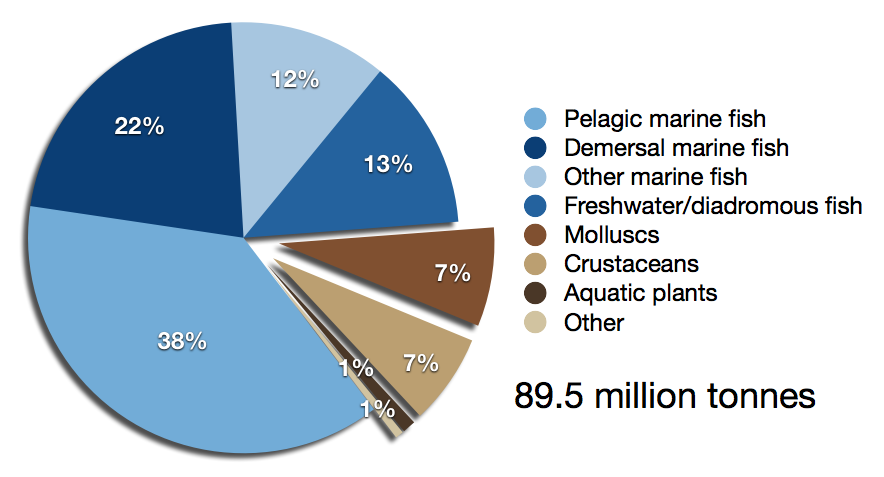
اصطياد الأسماك من المصايد الطبيعية العالمية بالمليون طن، 2010، كما أعلنت منظمة الأغذية والزراعة

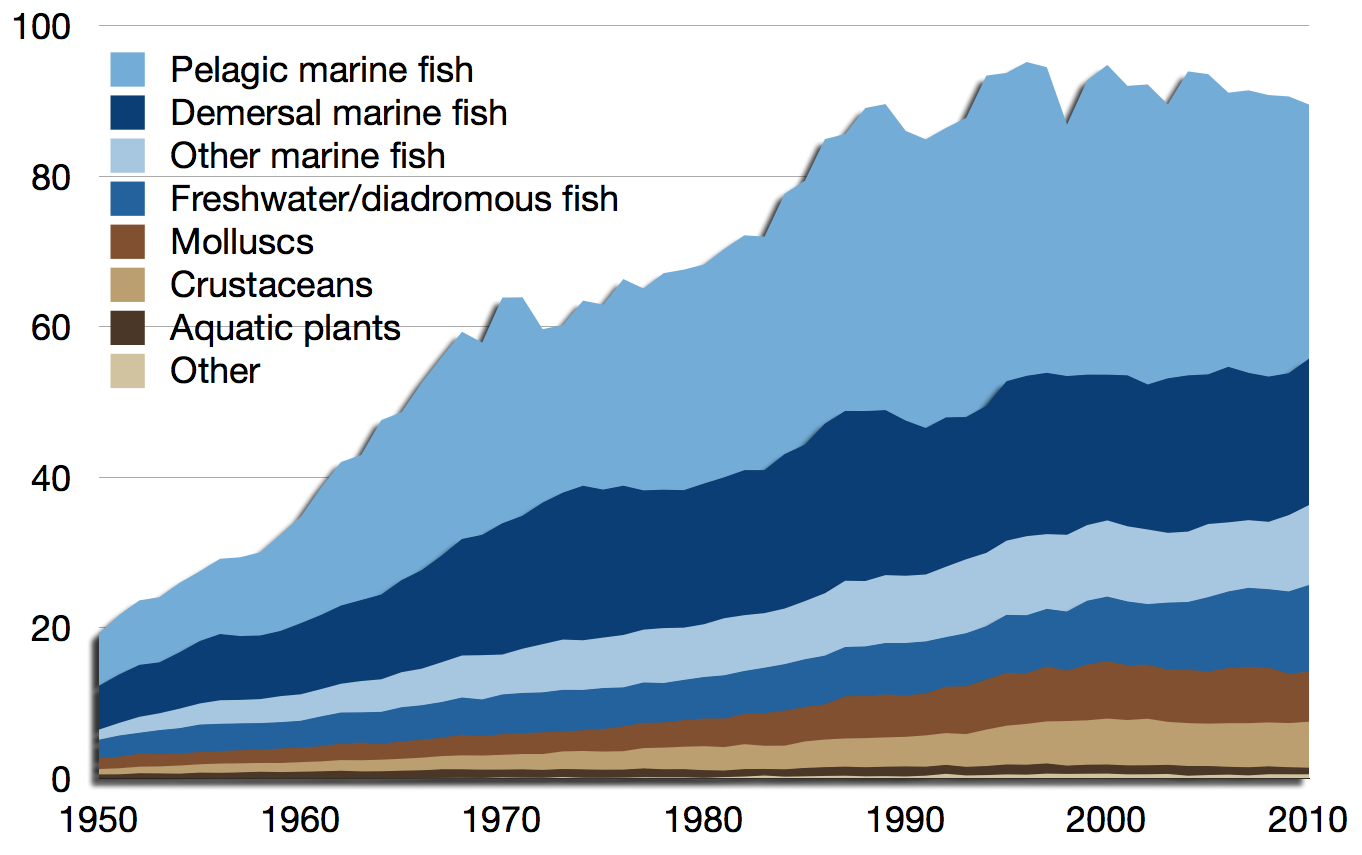
اصطياد الأسماك من المصايد الطبيعية العالمية بالمليون طن، 1950 - 2010، كما أعلنت منظمة الأغذية والزراعة